# Frederick (Kansas)
Frederick è un comune degli Stati Uniti d'America, situato nello Stato del Kansas, nella contea di Rice.